# Маражо
Маражо̀ (на португалски: Ilha de Marajó) е най-големият остров на Бразилия, в щата Пара и 34-ти по големина в света. Площта му е 47 573 km², дължина от запад на изток 220 km, ширина до 150 km. Разположен е в делтата на река Амазонка между ръкавите: Сул (на север), Вейра Гранди (на северозапад), Жакаре (на запад), Макакус (на югозапад), Пара (на юг) и залива Маражо (на югоизток). На североизток се мие от водите на Атлантическия океан. Бреговете му са ниски, заблатени, заети от мангрови гори. Има алувиален произход и представлява блатиста низина (особено на изток) с максимална височина до 40 m. Западната му част е покрита с гъсти вечнозелени екваториални гори с ценни дървесни видове, а източната е заета от палмова савана, блата и тресавища. Основен поминък на населението на запад е дърводобива, а на изток – месното животновъдство. През 2015 г. на острова живеят 533 400 души, като главен град е Соре (Soure), разположен на източното му крайбрежие. Югоизточно от острова, на другия бряг на залива Маражо е разположен град Белен, столицата на щата Пара.